# USS Belleau Wood (CVL-24)
USS Belleau Wood var ett hangarfartyg av Independence-klass som byggdes för amerikanska flottan och som tjänstgjorde under andra världskriget i stillahavskriget mellan 1943 och 1945. Fartyget tjänstgjorde också i Indokinakriget som franska flottans Bois Belleau.
Hon kölsträcktes som den lätta kryssaren New Haven (CL-76) av Cleveland-klass men färdigställdes som ett hangarfartyg. Hon omklassificerades till CV-24 den 16 februari 1942 och namnändrades till Belleau Wood den 31 mars 1942. Hon sjösattes den 6 december 1942 vid New York Shipbuilding Corporation, Camden, New Jersey och sponsrades av Mrs. Thomas Holcomb, fru till Commandant of the Marine Corps. Belleau Wood togs i tjänst den 31 mars 1943 under kapten A.M. Prides befäl. Under kriget omklassificerades hon till CVL-24 den 15 juli 1943.
I juni 1951 överfördes hon till den franska flottan som Bois Belleau (R97). Hon återvände till USA i september 1960 och ströks ur flottans fartygsregister den 1 oktober 1960 och skrotades.